# Ash Christian
Ash Ray Christian (* 16. Januar 1985 in Paris, Texas; † 13. August 2020 in Puerto Vallarta, Mexiko) war ein US-amerikanischer Schauspieler, Regisseur und Filmproduzent. Einige Quellen benennen den 14. August 2020 als Sterbedatum.

## Leben
Christian wurde in der Kleinstadt Paris, Lamar County, im Osten von Texas geboren, die rund 158 Kilometer nordöstlich von Dallas liegt. Er war der Sohn von Pamela Montgomery, Chief Operating Officer und Vorstandsmitglied der Lamar National Bank seit ihrer Gründung im Jahr 1981. Wim Wenders benannte seinen gleichnamigen Film nach der Stadt.
Sein Interesse an der Schauspielerei entdeckt Christian im Alter von 14 Jahren durch das kleine Gemeinschaftstheater seines Heimatorts. Er begann erste Kurzfilme zu schreiben und zu inszenieren. Nach dem Abschluss der High School lebte er teilweise in Dallas und zog mit 16 Jahren nach Los Angeles, um eine Karriere als Schauspieler zu starten.
Um seine Fähigkeiten zu vertiefen, nahm er 2013 Schauspielunterricht bei Ivana Chubbuck in Los Angeles und 2017 bei Matt Newton in New York City. Im selben Jahr spielte er auch Improvisationstheater bei der Upright Citizens Brigade.
Er verstarb im Alter von 35 Jahren bei einem Aufenthalt in Puerto Vallarta nach einem Herzinfarkt im Schlaf. Seine Asche wurde der Familie übergeben. In Gedenken an ihn und die Fortführung seines Gesamtwerks wurde die Ash Christian Film Foundation gegründet, der seine Mutter vorsteht.

## Karriere
Zu Beginn seiner Karriere war er in Gast- und Nebenrollen im Fernsehen und ersten Filmen zu sehen. Erste Auftritte hatte er 2005 in dem Film Domino und in der Fernsehserie Over There – Kommando Irak.
Ab 2004 – im Alter von 19 Jahren – arbeitete er an seinem ersten Spielfilm Fat Girls, bei dem er eine der Hauptrollen übernahm und auch Regie führte. Der Film wurde auf dem Tribeca Film Festival uraufgeführt und gewann den „Outstanding Emerging Talent Award“ beim L.A. Outfest 2006. Für den von ihm produzierten Kurzfilm mI promise erhielt er 2014 einen Daytime Emmy Award. Er führte auch Regie bei Mangus! (2011), Petunia (2013) und Love on the Run (2016), und steuerte zu Mangus! und Petunia die Drehbücher bei.
Als Schauspieler wirkte er in Filmen wie King Kelly, The Magic of Belle Isle – Ein verzauberter Sommer und BearCity 3 mit. Er war auch in Gast- und Nebenrollen in Fernsehserie wie Over There – Kommando Irak, Ugly Betty, Standoff, Pink Collar, Law & Order, Person of Interest und The Oath zu sehen. Wiederkehrende Rollen hatte Christian in den Fernsehserien Cleaners als J.R. im Jahr 2014 und zwischen 2011 und 2019 in The Good Wife sowie deren Ableger The Good Fight als David Howell.
Neben der Arbeit vor und hinter der Kamera arbeitete er auch als Regisseur und Produzent für das Theater. So führte er bei einer Bühnenadaption von The Tale of the Allergist’s Wife (dt. Das Märchen von der Frau des Allergologen) in Los Angeles Regie und war 2009 Co-Produzent des mit drei Tony Awards und dem Pulitzer-Preis ausgezeichneten Musicals Next to Normal am Broadway in New York City.
Mit seiner eigenen, in New York ansässigen Produktionsfirma Cranium Entertainment entwickelte und produzierte Christian zahlreiche preisgekrönte Filme, beispielsweise als Co-Produzent Nate & Margaret, Hurricane Bianca, Social Animals, 1985, Hello Again und Coyote Lake. Oft handelte es sich um Coming-of-Age-Filme und Filme, die LGBT-Themen behandelten. Er führte auch Regie bei und produzierte Fernsehwerbung für Hardees, Doritos von Frito-Lay, die Schnellrestaurantkette Carl’s Jr., DHL und andere.
Zum Zeitpunkt seines Todes hatte Christian einige Filmprojekte in Vorproduktion oder sie standen kurz vor den Dreharbeiten. Hierzu gehören As They Made Us, das Regiedebüt von Mayim Bialik, mit Dustin Hoffman, Candice Bergen und Simon Helberg, Nightfall mit Matt Bomer und Sam Worthington unter der Regie von Addison McQuigg (nicht umgesetzt) und The Sixth Reel, unter der Regie von Charles Busch und Carl Andress.
Mit seiner langjährigen Produktionspartnerin Anne Clements hatte er ebenfalls neue Filme in Arbeit, unter anderem Chick Fight mit Malin Akerman, Fortune Feimster und Alec Baldwin sowie Paper Spiders mit Lili Taylor, Max Casella und Peyton List, der mit dem Festivalpreis des Boston Film Festival ausgezeichnet wurde. Mit einem weiteren langjährigen Produktionspartner, Jordan Yale Levine, arbeitete Christian zuletzt als ausführender Produzent an After Everything mit Marissa Tomei, Gina Gershon und Jeremy Allen White sowie an Burn – Hell of a Night mit Josh Hutcherson, Tilda Cobham-Hervey und Sukee Waterhouse. Einige der Filme erschienen posthum und wurden Christian gewidmet.
Im deutschen Sprachraum wurde Christian unter anderem von Rainer Fritzsche, Christian Gaul, Uwe Jellinek und Tobias Müller synchronisiert.

## Auszeichnungen
- 2006: L.A. Outfest Achievement Award in der Kategorie „Outstanding Emerging Talent“ (dt. Herausragendes aufstrebendes Talent) für Fat Girls.[1][5]
- 2014: Daytime Emmy Award in der Kategorie „Outstanding Special Class Short Format Daytime“ (dt. Herausragende Sonderklasse Kurzformat Daytime) für den Kurzfilm mI promise, zusammen mit Lauralee Bell, Scott Martin und Anne Clements.[1][5]
- 2014: „Bronze Telly“ bei den Telly Awards in der Kategorie „Internet/Online Video – Drama“ für den Kurzfilm mI promise, zusammen mit Lauralee Bell, Scott Martin und Anne Clements.[1]
- 2020: Festivalpreis des Boston Film Festival in der Kategorie „Best Film“ (dt. Bester Film) für Paper Spiders, zusammen mit Inon Shampanier, Natalie Shampanier und Anne Clements.[1]
- Coup de Cour Award in der Kategorie „Persistence of Vision“ (dt. Beharrlichkeit der Vision) beim Image + Nation Film Festival in Montreal.[1]

## Filmografie (Auswahl)

### Film
- 2000: Standing Still (Kurzfilm)[5]
- 2005: Domino
- 2006: Fat Girls
- 2008: Indie
- 2009: Lushes
- 2012: King Kelly
- 2012: The Magic of Belle Isle – Ein verzauberter Sommer
- 2013: HairBrained
- 2016: BearCity 3
- 2021: Paper Spiders (posthum)

### Fernsehen
- 2005: Over There – Kommando Irak
- 2006: Ugly Betty
- 2006: Standoff
- 2006: Pink Collar
- 2010: Law & Order
- 2011: Person of Interest
- 2011–2014: Good Wife
- 2014: Cleaners
- 2019: The Oath
- 2019: The Good Fight

### Produktion
- 2006: Fat Girls
- 2011: Mangus!
- 2012: Nate & Margaret
- 2015: The Inherited
- 2015: Addiction: A 60’s Love Story
- 2016: Hurricane Bianca
- 2016: Show Yourself
- 2016: StartUp
- 2016: Little Sister
- 2017: Die Münzraub-AG
- 2017: Miles
- 2017: Hello Again
- 2018: Hurricane Bianca: From Russia with Hate
- 2018: After Everything
- 2018: 1985
- 2018: Social Animals
- 2019: Kindred Spirits
- 2019: Coyote Lake
- 2019: Burn – Hell of a Night
- 2020: Milkwater
- 2020: Chick Fight (posthum)
- 2021: Paper Spiders (posthum)
- 2021: Down South (posthum)
- 2021: The Sixth Reel (posthum)
- 2022: As They Made Us (posthum)
- 2023: Maybe It’s You (posthum)
- 2024: McVeigh (posthum)

## Theater (Auswahl)
- 2007: Lost in Yonkers (Dallas Theater Center; Schauspieler)[8]
- Next to Normal (Broadway, New York City; Co-Produzent)[1][5]
- The Tale of the Allergist’s Wife (Los Angeles; Regie)[1]